# Team Bondi
Team Bondi — австралійська компанія-розробник відеоігор, заснована 2003 року у місті Сідней, Австралія. За час свого існування випустила лише одну гру, неонуарний детектив L.A. Noire, після чого у жовтні 2011 року була закрита. До моменту закриття налічувала близько 110 співробітників.

## Розроблені відеоігри
- L.A. Noire (2011) (Xbox 360, PlayStation 3, Microsoft Windows, Nintendo Switch, Xbox One та PlayStation 4)